# Stella Artois Championships 2005
Stella Artois Championships 2005 — тенісний турнір, що проходив на трав'яних кортах  у Лондоні, Велика Британія з 6 червня. Належав до категорії ATP International Series, був турніром серії Queen's Club Championships 2005 року.

## Фінальна частина

### Одиночний розряд
Енді Роддік —  Іво Карлович 7–6(9–7), 7–6(7–4)

### Парний розряд
Боб Браян /  Майк Браян —  Йонас Бйоркман /  Максим Мирний 7–6(11–9), 7–6(7–4)